# Zond 2
Zond 2 (ryska: Зонд-2) var en sovjetisk rymdsond i Zondprogrammet. Rymdsonden sköts upp den 30 november 1964, med en R-7 Semjorka raket. Farkosten missade Mars med 1 500 km.

### Fotnoter
1. ↑  ”NASA Space Science Data Coordinated Archive” (på engelska). NASA. https://nssdc.gsfc.nasa.gov/nmc/spacecraft/display.action?id=1964-078C. Läst 28 mars 2020.